# Zell an der Pram
Zell an der Pram község Ausztriában, Felső-Ausztria tartományban, a Schärdingi járásban, területe 23,39 km².

## Fekvése
Tengerszint feletti magassága 367 méter. Zell an der Pram Raab, Altschwendt, Kallham, Riedau, Taiskirchen im Innkreis, Lambrechten és Andorf községekkel határos.

## Népesség
Lakosainak száma 2021 fő (2018. január 1.).